# Cleome tenella
Cleome tenella là một loài thực vật có hoa trong họ Màng màng. Loài này được L.f. mô tả khoa học đầu tiên năm 1782.